# Burelles
Burelles is een gemeente in het Franse departement Aisne, regio Hauts-de-France (tot 2016 regio Picardië) en telt 150 inwoners (2005). De plaats maakt deel uit van het arrondissement Vervins.
De fraaie kerk in deze plaats, de Église Saint-Martin, is een vestingkerk met een vierkante donjon geflankeerd door een ronde traptoren.

## Geografie
De oppervlakte van Burelles bedraagt 14,0 km², de bevolkingsdichtheid is 10,7 inwoners per km².
De onderstaande kaart toont de ligging van Burelles met de belangrijkste infrastructuur en aangrenzende gemeenten.

## Demografie
Onderstaande figuur toont het verloop van het inwonertal (bron: INSEE-tellingen).
Vanwege een beveiligingsprobleem met de MediaWiki Graph-software is het momenteel niet mogelijk deze grafiek weer te geven. Zodra de software is bijgewerkt zal de grafiek vanzelf weer zichtbaar worden.
1. ↑  Populations de référence 2022.